# El Bayadh
El Bayadh (àrab: البيض, al-Bayaḍ) és un municipi i capital de la província homònima, a Algèria. Segons el cens del 2008, la població total del municipi era de 91.632 habitants. Es troba a l'oest de l'estat, a la serralada de l'Atles i a prop de la frontera amb el Marroc.